# 佐賀市立富士南小学校
佐賀市立富士南小学校（さがしりつ ふじみなみしょうがっこう）は、佐賀県佐賀市富士町小副川にあった市立の小学校。
2013年（平成25年）3月末をもって閉校し、佐賀市立富士小学校に統合された。校舎は2005年（平成17年）完成で新しかったため、閉校後は佐賀市立富士小学校が移転し、現在は佐賀市立小中一貫校富士校小学部の校舎として使用されている。

## 概要
歴史
小学校は明治に創立した小学校2校（小副川・内野）が1961年（昭和36年）に統合されて開校。2013年（平成25年）3月末をもって閉校。52年の歴史に幕を下ろした。
校章
桜の花弁を背景にして、中央に校名の略称である「南小」を配していた。
校歌
1967年（昭和42年）制定。作詞は松本虎夫、作曲は陶山聡による。歌詞は3番まであり、各番の歌詞中に校名の「富士南」が登場。

## 沿革
旧・小副川小学校
- 1880年（明治13年）3月 - 小副川村字本村に校舎を設置し、「小副川小学校」と称する。関屋・上小副川・須田の3分校を管理。
- 1887年（明治20年）
  - 7月 - 小副川村字永渕に瓦葺き木造2階建ての校舎が完成。
  - 12月 - 尋常科（4年制）を設置の上、「佐賀十番学区公立尋常小副川小学校」と称する。
- 1889年（明治22年）4月1日 - 町村制施行により、小城郡2村（小副川・関屋）が合併し、「小関村」が発足。
- 1892年（明治25年）7月 - 「小副川尋常小学校」に改称。関屋分校が関屋尋常小学校として分離・独立。上小副川分校を廃止。
- 1900年（明治33年）4月 - 農業補習学校を併置。
- 1906年（明治39年）3月 - 農業補習学校を廃止。
- 1907年（明治40年）- 須田分教場を廃止。
- 1908年（明治41年）4月 - 改正小学校令により、尋常科（義務教育）が4年制から6年制に変更となる。尋常科5年を新設。茅葺き平屋校舎を増築。
- 1909年（明治42年）4月 - 尋常科6年を新設。
- 1918年（大正7年）4月 - 公民学校女子部を設置。
- 1919年（大正8年）4月 - 高等科（2年制）を併置の上、「小副川尋常高等小学校」に改称。
- 1920年（大正9年）5月 - 全校舎（1階建て校舎1棟・特別校舎1棟・公民学校専用校舎1棟）を改築。
- 1935年（昭和10年）6月 - 青年学校令施行により、併置の公民学校が青年学校となる。
- 1941年（昭和16年）4月1日 - 国民学校令施行により、「小関村 小副川国民学校」に改称。尋常科を初等科に改める。
- 1947年（昭和22年）4月1日 - 学制改革（六・三制の実施）が行われ、 国民学校の初等科が、新制小学校「小関村立小副川小学校」（6年制）に改組・改称。高等科は青年学校普通科とともに、新制中学校「小関村立小関中学校」に統合される。
- 1956年（昭和31年）
  - 3月 - 講堂が完成。
  - 9月30日 - 3村（佐賀郡1村（小関）、小城郡2村（北山・南山））の合併により、佐賀郡富士村が発足。「富士村立小副川小学校」に改称。
- 1961年（昭和36年）5月 - 統合により閉校。ただし、当面の間「北校舎」として存続し、分散授業を継続。
  - 最終所在地 - 佐賀市富士町大字小副川1262番地

旧・内野小学校
- 1880年（明治13年）4月 - 「上熊川小学校」・「八反原小学校」が創立。
- 1886年（明治19年） - 小学校令により、「尋常上熊川小学校」・「尋常八反原小学校」（4年制）と改称。
- 1889年（明治22年）4月1日 - 町村制施行により、小城郡10村（古湯・畑瀬・市川・苣木・杉山・鎌原・上熊川・内野・下熊川・八反原）が合併し、「南山村」が発足。
- 1892年（明治25年）4月 - 「上熊川尋常小学校」・「八反原尋常小学校」に改称。
- 1897年（明治30年）10月 - 上記の尋常小学校2校（上熊川・八反原）を統合の上、「内野尋常小学校」となる。
- 1904年（明治37年）8月 - 校舎を改築。
- 1908年（明治41年）4月 - 改正小学校令により、尋常科（義務教育）が4年制から6年制に変更となる。尋常科5年を新設。
- 1909年（明治42年）4月 - 尋常科6年を新設。
- 1925年（大正14年）7月 - 校舎を1棟増築。
- 1934年（昭和9年）4月 - 高等科（2年制）を併置の上、「内野尋常高等小学校」に改称。
- 1936年（昭和11年）3月 - 木造2階建て校舎が完成。
- 1941年（昭和16年）4月1日 - 国民学校令施行により、「南山村 内野国民学校」に改称。尋常科を初等科に改める。
- 1947年（昭和22年）4月1日 - 学制改革（六・三制の実施）が行われ、 国民学校の初等科が、新制小学校「南山村立内野小学校」（6年制）に改組・改称。高等科は青年学校普通科とともに、新制中学校「南山村立南山中学校」に統合される。
- 1956年（昭和31年）9月30日 -「富士村立内野小学校」に改称。
- 1961年（昭和36年）5月 - 統合により閉校。ただし、当面の間「南校舎」として存続し、分散授業を継続。
  - 最終所在地 - 佐賀市富士町大字内野167番地イ（1963年（昭和38年）に南部保育園が開園）

統合・富士南小学校
- 1961年（昭和36年）5月 - 上記小学校2校（小副川・内野）を統合の上、「富士村立南部小学校」となる。当面の間、旧小副川小校舎を「北校舎」、旧内野小校舎を「南校舎」として存続し、分散授業を継続。
- 1962年（昭和37年）
  - 4月 - 北校舎に全児童を収容。
  - 10月 - 大字内野に新校舎が完成し、移転を完了。
- 1963年（昭和38年）5月 - 体育館が完成。
- 1966年（昭和41年）10月1日 - 町制施行により、「富士町立富士南小学校」と改称。
- 1967年（昭和42年）
  - 1月 - 旧小副川小学校敷地より、二宮金次郎造を移設する。
  - 2月 - 校歌を制定。
- 1973年（昭和48年）9月 - 押しボタン式信号機を設置。
- 1975年（昭和50年）4月 - 歩道橋が完成。校区変更により、日池地区の児童が転入。
- 1978年（昭和53年）5月 - プールが完成。
- 1982年（昭和57年）
  - 10月 - サガテレビ（STS）にて全校児童集会「がんばれカカシ集会」が紹介される。
  - 11月 - EC諸国教育視察団員イギリス人記者、オリオル・スティーブンスが「創教育」事情視察のため来校。
  - 12月 - アメリカ人カメラマン、リチャード・カルバーが「創の時間」活動状況写真撮影のため来校。
- 1989年（平成元年）8月 - 国旗掲揚台を新設。
- 1991年（平成3年）5月 - 創立30周年記念式典を挙行。校旗を制定。
- 2005年（平成17年）
  - 10月1日 - 佐賀市との合併により、「佐賀市立富士南小学校」と改称。
  - この年 - 新校舎・体育館が完成[1]し、移転を完了。
    - 旧校地の所在地 - 〒840-0514 佐賀県佐賀市富士町大字内野296番地（北緯33度21分43.4秒 東経130度14分55.1秒 / 北緯33.362056度 東経130.248639度）
    - 跡地の活用 - 運動場の跡地は、現在、南部保育園の敷地（2020年（令和2年）以降）となっている。
- 2013年（平成25年）3月31日 - 佐賀市立富士小学校への統合により、閉校。
  - 閉校後の校舎には、佐賀市立富士小学校が移転し、現在は佐賀市立小中一貫校富士校小学部の校舎として使用されている。

## 交通
最寄りのバス停留所
- 昭和バス 古湯線 「小関橋」・「富士小学校前（2013年以降）」停留所

最寄りの幹線道路
- 国道323号・ 佐賀県道275号松尾湯の原線「上熊川」交差点
- 佐賀県道209号広滝大和富士線

## 周辺
- 下小副川公民館
- フジカントリークラブ
- 熊川大明神
- 天満宮
- 白髭神社
- 鮎瀬発電所
- 天河川

## 参考資料
- 「富士町史上巻 (PDF) 」（2000年（平成12年3月31日, 富士町）p.755～p.763 明治期の教育 - 佐賀市ウェブサイト
- 「富士町史上巻 (PDF) 」（2000年（平成12年3月31日, 富士町）p.766～p.772 大正・昭和初期の教育 - 佐賀市ウェブサイト
- 「富士町史上巻 (PDF) 」（2000年（平成12年3月31日, 富士町）p.773～p.775 戦時下の教育 - 佐賀市ウェブサイト
- 「富士町史下巻 (PDF) 」（2000年（平成12年3月31日, 富士町）p.264～p.304 教育・文化【現代】- 佐賀市ウェブサイト
- 「富士小学校跡地活用計画策定委員会 ～最終報告書～ (PDF) 」佐賀市、2016年3月29日、2022年7月17日閲覧
- 「旧富士町、旧三瀬村における学校沿革 (PDF) 」佐賀市